# Мездра
Вижте пояснителната страница за други значения на Мездра.
Мездра е град в област Враца, Северозападна България. Той е административен и стопански център на едноименната община Мездра. Наброява 9255 души към 31 декември 2018.
По данни на ГРАО към 15 септември 2023 г. в града живеят 9263 души по настоящ адрес и 10 970 души по постоянен адрес.
Името на града произлиза от турската дума „мездрея“, която в превод означава „запустяло населено място“.
Градът е разположен край река Искър (предимно на нейния ляв бряг) на изхода от Искърския пролом от Стара планина, с което се открива излаз към Предбалкана и Дунавската равнина.
Население
Долната таблица показва изменението на населението на града в периода след Втората световна война (1946 – 2009):
| Мездра                                                                                    | Мездра     | Мездра | Мездра | Мездра | Мездра | Мездра | Мездра | Мездра | Мездра | Мездра |
| ----------------------------------------------------------------------------------------- | ---------- | ------ | ------ | ------ | ------ | ------ | ------ | ------ | ------ | ------ |
| година                                                                                    | 1946       | 1956   | 1965   | 1975   | 1985   | 1992   | 2001   | 2005   | 2007   | 2009   |
| население                                                                                 | няма данни | 6487   | 9796   | 12 701 | 13 597 | 13 006 | 12 387 | 11 415 | 11 062 | 10 896 |
| Източници: Национален статистически институт, „Citypopulation.de“ и „Pop-stat.mashke.org“ |            |        |        |        |        |        |        |        |        |        |

## История
Днешното селище Мездра е основано, когато се построява железопътната линия София – Горна Оряховица в края на 19 век, чиито строители са главно пришълци от близките села Моравица, Боденец и Дърманци. Образува се гара Мездра и около нея започват да се заселват хора. Мездра, след построяването на линията Мездра – Видин, става втората по важност гара в Северна България след Горна Оряховица.
Почти половината от населението на Мездра са преселници от град Кичево и околностите му (намиращ се днес в Западна Македония). До 9 септември 1944 г. е съществувало културно-просветно дружество, носещо името на прочутия кичевски войвода Йордан Пиперката.
Обявен е за град с Указ 794 на Президиума на Народното събрание от 24 септември 1949 г., обнародван в ДВ, бр. 224 от 28 септември 1949 г.

## Население
Преброяване на населението през 2011 г.
Численост и дял на етническите групи според преброяването на населението през 2011 г.:
|                     | Численост | Дял (в %) |
| Общо                | 10918     | 100,00    |
| Българи             | 9407      | 86,16     |
| Турци               | 3         | 0,02      |
| Цигани              | 185       | 1,69      |
| Други               | 25        | 0,22      |
| Не се самоопределят | 38        | 0,34      |
| Неотговорили        | 1260      | 11,54     |

## Религия
- Църква „Св. вмчк. Георги Победоносец“ – построена през периода 1930 – 1932 г. по проект на арх. Петър Дограмаджиев. Основният камък на храма е положен на 19 август (Преображение Господне) 1930 г., а освещаването ѝ е извършено на 8 май (Томина неделя) 1932 г. от врачанския митрополит Паисий в присъствието на министъра на просвещението Константин Муравиев. Главни дарители за въздигането на църквата са наследниците на индустриалеца Тодор Балабанов – синът му Иван, съпругата Елена и дъщерята Зорка. Акцент в нейния интериор са иконите от т.нар. царски ред, които са рисувани от големия български художник проф. Дечко Узунов. През 2018 г. църквата е обявена за паметник на културата с национално значение.[8]
- Църква „Шалом“.

## Политика
- 2019 – Иван Аспарухов (независим)
- 2015 – Инж. Генади Събков (БСП)
- 2011 – Иван Аспарухов (независим) печели на втория тур с 46% срещу Нели Стоянова (ГЕРБ)
- 2007 – Иван Аспарухов (независим) печели на първия тур с 58% срещу Стефан Стефанов („Движение за община Мездра“)
- 2003 – Иван Аспарухов (независим) печели на първия тур със 78% срещу Николай Велчев (независим)
- 1999 – Иван Аспарухов (независим) печели на първия тур с 58% срещу Славей Младенов (ОДС плюс)
- 1995 – Цветко Петков (предизборна коалиция БСП, БЗНС Александър Стамболийски, ПК Екогласност) печели на втория тур с 59% срещу Веселин Кръстев (Народен съюз)

## Култура

### Читалище „Просвета“
Читалището е основано на 11 октомври 1925 г.
Учредителен протокол на Читалище „Просвета“ – Мездра
„Днесъ, 11 октомврий 1925 г., гражданите отъ с. Мездра, Врачанска околия, на брой 34 (тридесетъ и четири) души, събрани въ прогимназията подъ председателството на най-стария – Стоянъ Ив. Чорбановъ и при секретаръ Петъръ Горановъ, след разменените мисли решиха да образуватъ въ с. Мездра УЧЕНОЛЮБИВО ДРУЖЕСТВО И ЧИТАЛИЩЕ „ПРОСВЕТА“.
Въ същото време се прие и изработения от временната комисия уставъ.
За Настоятелство се избраха: Ст. Ив. Чорбановъ, Иванъ Кръстевъ, Пешо Митовъ, Андрей Филиповъ, Иванъ Тошевъ, Никола Николовъ и Йорданъ Георгиевъ. За Контролна комисия: Алекси Каменовъ, Георги Динковъ и Никола Алипиевъ.
За Просветителна комисия се избраха: Пешо Митовъ, Никола Николовъ, Йорданъ Христовъ, Никола Алипиевъ и Иванъ Кръстевъ, а за Увеселителна комисия – Велчо Николовъ, Петъръ Горановъ, Никола Леонкевъ, Никола Додовъ и Христо Георгиевъ.
Председателъ: (п) Ст. Ив. Чорбановъ
Секретаръ: (п) Ив. Кръстевъ”
- вестник „Искърски Фар“

### Образование
В началото на ХХ век – 1900/1901 г. в Мездра отваря врати първото училище. Значителна сума за строежа на сградата на училището даряват наследниците на Тодор Балабанов. През 1929 година се построява сградата на училището. Първи директор на училището е от 1923 до 1940 г. е Никола Алипиев....

## Обществени институции
Здравеопазване
„МБАЛ“ ЕООД, Мездра е със следните разкрити отделения.
- Вътрешно отделение – 4 лекари, 7 сестри. 30 разкрити легла. Лекуват се пациенти с белодробни, кардиологични, гастроентерологични, ендокринологични и нефрологични заболявания. Правят се всички видове ендоскопски изследвания.
- Хирургическо отделение – 4 лекари, 7 сестри. 25 разкрити легла. Всички операции в областта на корема, онкохирургия, гръдна хирургия и спешна неврохирургия.
- Акушеро-гинекологично отделение – 3 лекари, 8 акушерки. 15 разкрити легла. Поема нормални и патологични раждания, гинекологични операции, цялата АГ спешност.
- Детско отделение – 3 лекари, 6 сестри. 15 разкрити легла. Лекуват се предимно инфекции на горните и долни дихателни пътища.
- Нервно отделение – 3 лекари, 6 сестри. 25 разкрити легла. Лекуват се инсулти, плексити, дископатии, коренчеви болки и др.
- Отделение по анестезиология и интензивно лечение – 5 лекари, 12 сестри. 6 разкрити легла. Цялата гама спешни състояния, определяни като II ниво на компетентност.
- Отделение по образна диагностика – 3 лекари, 5 лаборанти. Включва компютърен томограф, рентгенови апарати, кардиоехографи.
- Клинична лаборатория – 1 лекар, 5 лаборанти. Всички изследвания се правят и отчитат по електронен път с цел максимална обективност.
- Микробиологична лаборатория – 1 лекар, 2 лаборанти. Извършва микробиологична диагностика без вирусология.
- Хистопатологична лаборатория – 1 лекар, 2 лаборанти. Извършва експресна хистопатологична диагностика (гефрир), както и изготвянето на трайни хистологични препарати.
- Филиал за спешна медицинска помощ – 6 лекари, 6 сестри, 1 линейка.

На територията на община Мездра работят 18 общопрактикуващи лекари.
Стоматологичната помощ се осъществява от 11 стоматолози.
СБРСЗБ – 6 лекари, 16 сестри.

## Икономика
- МЗ „Искър“ – нестандартно оборудване, електронни платки за автомобилостроенето.
- Текстилен завод – за широкоформатни памучни тъкани, шивашка фабрика за спално бельо.
- „Хемус М“ – завод за производство на всякакъв вид облицовъчни материали от камък (Врачански мрамор, гранит и др).
- Фирми за обработка на скални материали, производство на паметници, камини, чешми и др.
- Автобусни превози „Цветина“, автокъща „Торонто“
- 5 бензиностанции, 4 автомивки
- верига магазини „Финес“, Детска борса за всичко, свързано с детето, верига магазини „Ариел“
- „СЕ Борднетце – България“ – производство на кабелни комплекти за автомобилостроенето

## Забележителности
- Читалище „Просвета“, основано през 1925 г.
- Художествена галерия, открита на 30 декември 1971 г. Понастаящем затворена.
- Поречието на река Искър предлага изключително красиви места за къмпингуване и риболов.

Театър
- Самодеен театър към Дома на железничаря с ръководител Юли Пухалски

Музеи
- Музейна сбирка за историята на железниците в Дома на железничаря
- Археологически комплекс „Калето“ датиран от IV в. пр.н.е.

## Редовни събития
- Ден на Мездра – 6 май (Гергьовден)
- Празници на културата „Мездра – май“, традицията за чието провеждане датира от 1974 г.
- Ежегодно през май се провеждат вечери на рок музиката с местни групи.
- Мездра е сред малкото градове, запазили киносалона си, където се показват най-новите филми.

## Спорт
- OФК „Локомотив-Мездра“, състезава се в Трета лига
- Тенисклуб „Мездра“
- Велоклуб „Искърски колоездач“
- Хандбален клуб „Локомотив“
- Карате-клуб „Лотос“
- Автомоделен клуб „Интер сат“
- Шахматен клуб „Локомотив“
- Клуб по художествена гимнастика „Анелия“
- Лекоатлетически клуб „Вирен“
- Автомоделен клуб „Калето 1“
- ФК Локомотив (Мездра)
- Фолклорен танцов ансамбъл “Мездра”
- Средношколски танцов ансамбъл “Мездра”
- Детски танцов ансамбъл “Мездра-Кидс”

## Личности
Родени в Мездра
- Борислав Пунчев (1928 – 1998), български кинорежисьор
- Вяра Ковачева (р. 1926 – 2004), българска актриса
- Георги Бранков (1913 – 1997), български политик от БКП
- Георги Тошев (1930 – 1993), български скулптор
- Красимир Бояджийски Ричи, български музикант
- Николай Кучков (р. 1948), български художник
- Пеко Таков (1909 – 2001), български политик
- Цветан Генков (р. 1984), български футболист
- Цеци Красимирова (р. 1980), български модел

Починали в Мездра
- Върбан Бояджийски (1932 – 1994), български художник
- Роза Попова (1879 – 1949), българска драматична актриса и театрална режисьор.

Свързани с Мездра
- Михаил Константийски, български духовник, константийски епископ

## Други
Морският нос Мездра на остров Сноу в Антарктика е наименуван в чест на града.